# Paisaje protegido de la Costa Occidental de Asturias
El paisaje protegido de la Costa Occidental de Asturias es una área protegida, la cual, pese a estar recogida en la Red Ambiental de Asturias, todavía no está oficialmente declarada como tal pese a estar regulado por el Decreto 38/94. Constituye una estrecha franja litoral de unos 35 km de extensión y  de entre 1 a 3 km de amplitud, abarcando una superficie de unos 620,42 km², situados entre los concejos de Valdés y Cudillero. En su ámbito hay otras figuras de protección y a su vez está incluido en otras: 
- está incluido de modo parcial en la: Zona Especial de Conservación Cabo Busto-Luanco (ES1200055);  Zona Especial  de Conservación Río Esqueiro (ES1200028), y en la Zona de Especial Protección para las Aves  Cabo Busto-Luanco (ES0000318).

- incluye la Zona Especial de Conservación Turbera de Las Dueñas (ES1200045), y el Monumento Natural de la Turbera de Las Dueñas.

El paisaje de esta zona costera se ve caracterizado por la presencia de ciertas variables que son a su vez condicionantes del mismo, tales como la gran rasa costera (amplias planicies iniciadas en el veril de los acantilados y que en su final se camuflan con las estribaciones montañosas que se encuentran más cerca del mar), que se encuentra seccionada por cauces fluviales (la emersión de las plataformas de abrasión que dieron lugar a la formación de la rasa, provocaron también que la red fluvial se viera encajonada, forzándola a erosionar el terreno dando lugar a profundos valles con pendiente considerable) ; y una reiterada sucesión de litologías silíceas, principalmente areniscas y cuarcitas (en las que el mar penetra dando lugar tanto a accidentes geográficos como cabos, y  ensenadas de escasa magnitud que dan lugar a  numerosas playas de lechos mixtos, parte de los cuales se deben  a la erosión de los acantilados por la acción del viento y el mar).
Por ello, una de las características de este paisaje protegido es la presencia de playas de cantos rodados y gravas, frente a lo que ocurre en la zona protegida de la costa oriental, en la que nos encontramos con una abundancia y predominio de playas de arena.

## Vegetación de la zona protegida
El uso agrícola del territorio de la rasa costera occidental, han dado lugar a la pérdida de la riqueza y variedad de la vegetación autóctona, que debía estar formada por bosques de  carbayo (Quercus robur) y abedul (Betula pubescens subsp.celtiberica). En su lugar se pueden encontrar plantaciones de forestales de eucalipto y pino.
Como hay pocas zonas de estuarios, las marismas también suelen ser escasas, pese a ello hay que destacar el pequeño estuario del río Esva, junto a la Playa de Cueva, en el que se puede apreciar la existencia de un sistema dunar.
Como arenales deben tenerse en cuenta las playas de Otur (Valdés) y  San Pedro de La Ribera o de Bocamar, en Cudillero; en las que al poseer un sistema dunar, se pueden apreciar algunas poblaciones de nardo marítimo (Pancratium maritimum).

## Fauna de la zona protegida
La fauna del Paisaje Protegido de la Costa Occidental ha sufrido, sin duda, los efectos negativos del notable grado de humanización, que ha producido la pérdida de los ecosistemas y hábitats cosa que ha provocado que los grandes mamíferos forestales sean prácticamente inexistentes en ella, pese a lo cual puede destacarse la presencia de   jabalíes, zorros, ardillas, tejones.
Son las aves el grupo de vertebrados de mayor interés, destacando la presencia de aves de agua dulce como: el rascón europeo (Rallus aquaticus) o la gallineta (Gallinula chloropus), el  ánade azulón (Anas platyrhynchos), la garza real (Ardea cinerea) o la cerceta común (Anas crecca). 
Pese a esto, el grupo de mayor relevancia es el de las aves marinas como el cormorán moñudo (Phalacrocorax aristotelis) o la gaviota patiamarilla (Larus michahellis). 
Dentro de la zona protegida, en los cauces de los ríos también se pueden encontrarse ejemplares dignos de mención como es la presencia del salmón (Salmo salar) en el río Esva, y ocasionalmente en los ríos Negro y Esqueiro.
Por último hay que tener también en cuenta la presencia de invertebrados como  la babosa moteada (Geomalacus maculosus) y del caracol de Quimper (Elona quimperiana), además de la madreperla de río (Margaritifera margaritifera), que puede encontrarse en los ríos Esva y Esqueiro. Además, entre los insectos, cabe destacar la pequeña libélula (Coenagrion mercuriale) diseminada  por pequeños arroyos y charcas.